# Matsumurella phaeicola
Matsumurella phaeicola är en insektsart som beskrevs av Anufriev 1971. Matsumurella phaeicola ingår i släktet Matsumurella och familjen dvärgstritar. Inga underarter finns listade i Catalogue of Life.